# 索罗绍德
索罗绍德，是匈牙利绍莫吉州所辖的一个村。总面积6.48平方公里，总人口96，人口密度14.8人/平方公里（2011年1月1日）。